# 60-Meilen-Rennen von Thruxton 1970

Thruxton Circuit

Das 60-Meilen-Rennen von Thruxton 1970, auch Yellow Pages Sports Car Race, Thruxton, fand am 20. September auf dem Thruxton Circuit statt und war der fünfte Wertungslauf der Interserie dieses Jahres.

## Das Rennen
Im Gegensatz zu den Interserie-Rennen in Westdeutschland, die von Beginn der Serie weg große Popularität bei den Zuschauern hatten, waren die Rennen in England bei weitem nicht so gut besucht. Auch die Teilnehmerzahl der Starter blieb hinter denen in Westdeutschland zurück. In Thruxton waren 16 Fahrzeuge gemeldet, von denen zwölf gewertet wurden. Mit seinem Gesamtsieg im Porsche 917K baute Jürgen Neuhaus seine Führung in der Meisterschaft weiter aus. Er gewann vor Chris Craft im Lola T210 und Helmut Marko im Porsche 908/02.

## Ergebnisse

### Schlussklassement
| 1           | SR + 2.0 | 1  | Gesipa Racing Team               | Jürgen Neuhaus | Porsche 917K      | 25 |
| 2           | SR 2.0   | 26 | Ecurie Evergreen                 | Chris Craft    | Lola T210         | 25 |
| 3           | SR + 2.0 | 5  | Martini Racing Team              | Helmut Marko   | Porsche 908/02    | 25 |
| 4           | SR 2.0   |    | A & J Motors Chadwell Heath Ltd. | Terry Croker   | Lola T210         | 25 |
| 5           | SR 3.0   | 8  | Bosch Racing Team                | Niki Lauda     | Porsche 908/02    | 25 |
| 6           | SR 3.0   | 2  | Gesipa Racing Team               | Michel Weber   | Porsche 908/02    | 25 |
| 7           | SR 3.0   | 20 | Racing Team VDS                  | Teddy Pilette  | Lola T70 Mk.3B GT | 25 |
| 8           | SR 3.0   |    | Bill Bradley Racing              | David Prophet  | McLaren M12       | 24 |
| 9           | SR 2.0   |    | Mike Gribben                     | Mike Gribben   | Chevron B8        | 23 |
| 10          | SR 2.0   |    | Allen Gibson                     | Allen Gibson   | Chevron B8        | 23 |
| 11          | SR 2.0   |    | John Markey                      | John Markey    | Lotus 30          | 23 |
| 12          | SR 2.0   |    | Jack Paterson                    | Jack Paterson  | Saturn            | 23 |
| Ausgefallen |          |    |                                  |                |                   |    |
| 13          | SR + 2.0 |    | Martini Racing Team              | Rudi Lins      | Porsche 908/02    |    |
| 14          | SR 2.0   |    | Peter Clark                      | Peter Clark    | Chevron B8        |    |
| 15          | SR 2.0   |    | Keith Grant                      | Keith Grant    | Brabham BT8       |    |
| 16          | SR + 2.0 |    | Trevor Graham                    | Trevor Graham  | Ford GT40         |    |

### Nur in der Meldeliste
Zu diesem Rennen sind keine weiteren Meldungen bekannt.

### Klassensieger
| Klasse   | Fahrer         | Fahrzeug     | Platzierung im Gesamtklassement |
| -------- | -------------- | ------------ | ------------------------------- |
| SR + 2.0 | Jürgen Neuhaus | Porsche 917K | Gesamtsieg                      |
| SR 2.0   | Chris Craft    | Lola T201    | Rang 2                          |

### Renndaten
- Gemeldet: 16
- Gestartet: 16
- Gewertet: 12
- Rennklassen: 2
- Zuschauer: unbekannt
- Wetter am Renntag: unbekannt
- Streckenlänge: 3,792 km
- Fahrzeit des Siegerteams: 0:35:45,600 Stunden
- Gesamtrunden des Siegerteams: 25
- Gesamtdistanz des Siegerteams: 94,800 km
- Siegerschnitt: 173,670 km/h
- Pole Position: Jürgen Neuhaus – Porsche 917K (#2) – 1:16,200
- Schnellste Rennrunde: Chris Craft – Lola T210 (#36) – 1:17,000
- Rennserie: 5. Lauf zur Interserie 1970